# Férfi kézilabdatorna a 2015. évi nyári európai ifjúsági olimpiai fesztiválon
A 2015. évi nyári európai ifjúsági olimpiai fesztiválon a férfi kézilabda mérkőzéseket július 27. és augusztus 1. között rendezték Tbilisziben.

## Érmesek
| A 2015. évi nyári európai ifjúsági olimpiai fesztivál érmesei férfi kézilabdában | A 2015. évi nyári európai ifjúsági olimpiai fesztivál érmesei férfi kézilabdában | A 2015. évi nyári európai ifjúsági olimpiai fesztivál érmesei férfi kézilabdában | A 2015. évi nyári európai ifjúsági olimpiai fesztivál érmesei férfi kézilabdában |
| --- | --- | --- | -------------------------------------------------------------------------------- |
| Arany | Ezüst | Bronz |                                                                                  |
| Franciaország · Rubens Pierre · Noah Gaudin · Julien Bos · Gaël Tribillon · Andréa Guillaume · Benjamin Richert · Elohim Prandi · Kyllian Villeminot · Valentin Kieffer · Dylan Nahi · Edouard Kempf · Jonathan Mapu · Yoann Gibelin · Kenny Fidji · Adrien Chaudanson | Szlovénia · Matevz Kunst · Nejc Drobez · Anze Dobovicnik · Gregor Ocvirk · Gasper Horvat · Miha Kavcic · Tim Rozman · Miha Kotar · Gasper Dobaj · Marko Kotar · Eljub Alagic · Tilen Dobovicnik · Mark Ferjan · Dominik Ozmec · Tilen Kosi | Németország · Till Klimpke · Albin Xhafolli · Luis Villgrattner · Benedikt Martin Bayer · Dimitri Ignatow · Niklas Diebel · Frederik Simak · Marcel Timm · Benedikt Johannes Kellner · Hendrik Schreiber · Janis Boieck · Mattis Ernst Michel · Malte Donker · Sebastian Heymann · Gregor Remke |                                                                                  |

## Csoportkör

### A csoport
| Csapat       | M | Gy | D | V | G+ | G- | Gk  | P |
| ------------ | - | -- | - | - | -- | -- | --- | - |
| Németország  | 3 | 2  | 1 | 0 | 83 | 66 | +17 | 5 |
| Norvégia     | 3 | 1  | 1 | 1 | 78 | 81 | –3  | 3 |
| Magyarország | 3 | 1  | 0 | 2 | 68 | 79 | –11 | 2 |
| Dánia        | 3 | 1  | 0 | 2 | 72 | 75 | –3  | 2 |

| 2015. július 27. 18:00 | Magyarország                           | 24–27       | Norvégia                | Tbiliszi, Grúzia Nézőszám: 500 Játékvezetők: Aleksandr Kirs, Artem Sitnikov (RUS) |
| 2015. július 27. 18:00 | Horvát László Attila 5 Máthé Dominik 5 | (15–12)     | Olaf Richter Hoffstad 9 | Tbiliszi, Grúzia Nézőszám: 500 Játékvezetők: Aleksandr Kirs, Artem Sitnikov (RUS) |
| 2015. július 27. 18:00 | 6× 3×                                  | Jegyzőkönyv | 6× 2× 1×                | Tbiliszi, Grúzia Nézőszám: 500 Játékvezetők: Aleksandr Kirs, Artem Sitnikov (RUS) |

| 2015. július 27. 20:00 | Dánia                    | 21–25  | Németország    | Tbiliszi, Grúzia Nézőszám: 500 Játékvezetők: Tomaz Krzan, Matic Romih (SLO) |
| 2015. július 27. 20:00 | Emil Manfeldt Jakobsen 4 | (12–9) | Gregor Remke 7 | Tbiliszi, Grúzia Nézőszám: 500 Játékvezetők: Tomaz Krzan, Matic Romih (SLO) |
| 2015. július 27. 20:00 | Jegyzőkönyv              |        |                | Tbiliszi, Grúzia Nézőszám: 500 Játékvezetők: Tomaz Krzan, Matic Romih (SLO) |

| 2015. július 28. 18:00 | Németország    | 31–18       | Magyarország       | Tbiliszi, Grúzia Nézőszám: 500 Játékvezetők: Tino Anthamatten, Andreas Wapp (SUI) |
| 2015. július 28. 18:00 | Gregor Remke 7 | (14–11)     | Kecskeméti Tamás 7 | Tbiliszi, Grúzia Nézőszám: 500 Játékvezetők: Tino Anthamatten, Andreas Wapp (SUI) |
| 2015. július 28. 18:00 | 4× 3×          | Jegyzőkönyv | 8× 2×              | Tbiliszi, Grúzia Nézőszám: 500 Játékvezetők: Tino Anthamatten, Andreas Wapp (SUI) |

| 2015. július 28. 20:00 | Norvégia                                         | 24–30   | Dánia                   | Tbiliszi, Grúzia Nézőszám: 500 Játékvezetők: Iulian Ionut Ghita, Theodor-Sebastian Topliceanu (ROU) |
| 2015. július 28. 20:00 | Andreas Horst Haugseng 6 Olaf Richter Hoffstad 6 | (14–13) | Emil Groenbech Hansen 7 | Tbiliszi, Grúzia Nézőszám: 500 Játékvezetők: Iulian Ionut Ghita, Theodor-Sebastian Topliceanu (ROU) |
| 2015. július 28. 20:00 | Jegyzőkönyv                                      |         |                         | Tbiliszi, Grúzia Nézőszám: 500 Játékvezetők: Iulian Ionut Ghita, Theodor-Sebastian Topliceanu (ROU) |

| 2015. július 29. 18:00 | Norvégia         | 27–27   | Németország                        | Tbiliszi, Grúzia Nézőszám: 500 Játékvezetők: Michael Haramul, Pavel Blanar (CZE) |
| 2015. július 29. 18:00 | Sindre Heldal 10 | (12–14) | Sebastian Heymann 6 Gregor Remke 6 | Tbiliszi, Grúzia Nézőszám: 500 Játékvezetők: Michael Haramul, Pavel Blanar (CZE) |
| 2015. július 29. 18:00 | Jegyzőkönyv      |         |                                    | Tbiliszi, Grúzia Nézőszám: 500 Játékvezetők: Michael Haramul, Pavel Blanar (CZE) |

| 2015. július 29. 20:00 | Magyarország     | 26–21       | Dánia                  | Tbiliszi, Grúzia Nézőszám: 499 Játékvezetők: Florine Martineau, Julie Tissier (FRA) |
| 2015. július 29. 20:00 | Schäffer Zsolt 7 | (14–11)     | Mathias Bach Moeller 7 | Tbiliszi, Grúzia Nézőszám: 499 Játékvezetők: Florine Martineau, Julie Tissier (FRA) |
| 2015. július 29. 20:00 | 5× 4× 1×         | Jegyzőkönyv | 4× 3×                  | Tbiliszi, Grúzia Nézőszám: 499 Játékvezetők: Florine Martineau, Julie Tissier (FRA) |

### B csoport
| Csapat        | M | Gy | D | V | G+  | G-  | Gk  | P |
| ------------- | - | -- | - | - | --- | --- | --- | - |
| Franciaország | 3 | 3  | 0 | 0 | 115 | 81  | +34 | 6 |
| Szlovénia     | 3 | 2  | 0 | 1 | 93  | 72  | +21 | 4 |
| Svájc         | 3 | 1  | 0 | 2 | 71  | 88  | –17 | 2 |
| Grúzia        | 3 | 0  | 0 | 3 | 71  | 109 | –38 | 0 |

| 2015. július 27. 14:00 | Franciaország    | 32–29   | Szlovénia        | Tbiliszi, Grúzia Nézőszám: 500 Játékvezetők: Michael Haramul, Pavel Blanar (CZE) |
| 2015. július 27. 14:00 | Gael Tribillon 9 | (15–12) | Gregor Ocvirk 11 | Tbiliszi, Grúzia Nézőszám: 500 Játékvezetők: Michael Haramul, Pavel Blanar (CZE) |
| 2015. július 27. 14:00 | Jegyzőkönyv      |         |                  | Tbiliszi, Grúzia Nézőszám: 500 Játékvezetők: Michael Haramul, Pavel Blanar (CZE) |

| 2015. július 27. 16:00 | Svájc                | 28–22  | Grúzia               | Tbiliszi, Grúzia Nézőszám: 500 Játékvezetők: Iulian Ionut Ghita, Theodor-Sebastian Topliceanu (ROU) |
| 2015. július 27. 16:00 | Michael Yann Kusio 7 | (11–9) | Irakli Kbilashvili 8 | Tbiliszi, Grúzia Nézőszám: 500 Játékvezetők: Iulian Ionut Ghita, Theodor-Sebastian Topliceanu (ROU) |
| 2015. július 27. 16:00 | Jegyzőkönyv          |        |                      | Tbiliszi, Grúzia Nézőszám: 500 Játékvezetők: Iulian Ionut Ghita, Theodor-Sebastian Topliceanu (ROU) |

| 2015. július 28. 14:00 | Szlovénia    | 29–21  | Svájc            | Tbiliszi, Grúzia Nézőszám: 500 Játékvezetők: Balogh Bettina, Tóth Viktória (HUN) |
| 2015. július 28. 14:00 | Tilen Kosi 8 | (12–6) | Jonas Schelker 7 | Tbiliszi, Grúzia Nézőszám: 500 Játékvezetők: Balogh Bettina, Tóth Viktória (HUN) |
| 2015. július 28. 14:00 | Jegyzőkönyv  |        |                  | Tbiliszi, Grúzia Nézőszám: 500 Játékvezetők: Balogh Bettina, Tóth Viktória (HUN) |

| 2015. július 28. 16:00 | Grúzia               | 30–46   | Franciaország     | Tbiliszi, Grúzia Nézőszám: 500 Játékvezetők: Natalie Lundgren, Madelene Nyberg (SWE) |
| 2015. július 28. 16:00 | Irakli Kbilashvili 9 | (14–24) | Gael Tribillon 11 | Tbiliszi, Grúzia Nézőszám: 500 Játékvezetők: Natalie Lundgren, Madelene Nyberg (SWE) |
| 2015. július 28. 16:00 | Jegyzőkönyv          |         |                   | Tbiliszi, Grúzia Nézőszám: 500 Játékvezetők: Natalie Lundgren, Madelene Nyberg (SWE) |

| 2015. július 29. 14:00 | Franciaország                | 37–22   | Svájc            | Tbiliszi, Grúzia Nézőszám: 500 Játékvezetők: Natalie Lundgren, Madelene Nyberg (SWE) |
| 2015. július 29. 14:00 | Dylan Nahi 5 Elohim Prandi 5 | (20–12) | Patrice Buhrer 8 | Tbiliszi, Grúzia Nézőszám: 500 Játékvezetők: Natalie Lundgren, Madelene Nyberg (SWE) |
| 2015. július 29. 14:00 | Jegyzőkönyv                  |         |                  | Tbiliszi, Grúzia Nézőszám: 500 Játékvezetők: Natalie Lundgren, Madelene Nyberg (SWE) |

| 2015. július 29. 16:00 | Szlovénia                    | 35–19   | Grúzia             | Tbiliszi, Grúzia Nézőszám: 500 Játékvezetők: Aleksandr Kirs, Artem Sitnikov (RUS) |
| 2015. július 29. 16:00 | Gregor Ocvirk 5 Tim Rozman 5 | (12–10) | Khazein Rustamov 5 | Tbiliszi, Grúzia Nézőszám: 500 Játékvezetők: Aleksandr Kirs, Artem Sitnikov (RUS) |
| 2015. július 29. 16:00 | Jegyzőkönyv                  |         |                    | Tbiliszi, Grúzia Nézőszám: 500 Játékvezetők: Aleksandr Kirs, Artem Sitnikov (RUS) |

## Az 5–8. helyért
| 2015. július 31. 13:30 | Magyarország       | 29–20       | Grúzia                               | Tbiliszi, Grúzia Nézőszám: 555 Játékvezetők: Michael Haramul, Pavel Blanar (CZE) |
| 2015. július 31. 13:30 | Kecskeméti Tamás 7 | (17–10)     | Irakli Kbilashvili 5 Giga Zarnadze 5 | Tbiliszi, Grúzia Nézőszám: 555 Játékvezetők: Michael Haramul, Pavel Blanar (CZE) |
| 2015. július 31. 13:30 | 6× 3×              | Jegyzőkönyv | 4× 3×                                | Tbiliszi, Grúzia Nézőszám: 555 Játékvezetők: Michael Haramul, Pavel Blanar (CZE) |

| 2015. július 31. 15:45 | Svájc            | 21–24   | Dánia                                          | Tbiliszi, Grúzia Nézőszám: 568 Játékvezetők: Aleksandr Kirs, Artem Sitnikov (RUS) |
| 2015. július 31. 15:45 | Patrice Buhrer 6 | (11–13) | Anders Agger Pedersen 5 Mathias Bach Moeller 5 | Tbiliszi, Grúzia Nézőszám: 568 Játékvezetők: Aleksandr Kirs, Artem Sitnikov (RUS) |
| 2015. július 31. 15:45 | Jegyzőkönyv      |         |                                                | Tbiliszi, Grúzia Nézőszám: 568 Játékvezetők: Aleksandr Kirs, Artem Sitnikov (RUS) |

### A 7. helyért
| 2015. augusztus 1. 09:30 | Grúzia          | 16–33   | Svájc            | Tbiliszi, Grúzia Nézőszám: 500 Játékvezetők: Florine Martineau, Julie Tissier (FRA) |
| 2015. augusztus 1. 09:30 | Giga Zarnadze 5 | (11–19) | Patrice Buhrer 7 | Tbiliszi, Grúzia Nézőszám: 500 Játékvezetők: Florine Martineau, Julie Tissier (FRA) |
| 2015. augusztus 1. 09:30 | Jegyzőkönyv     |         |                  | Tbiliszi, Grúzia Nézőszám: 500 Játékvezetők: Florine Martineau, Julie Tissier (FRA) |

### Az 5. helyért
| 2015. augusztus 1. 11:45 | Magyarország                         | 25–35       | Dánia                          | Tbiliszi, Grúzia Nézőszám: 555 Játékvezetők: Iulian Ionut Ghita, Theodor-Sebastian Topliceanu (ROU) |
| 2015. augusztus 1. 11:45 | Szöllősi Olivér 6 Szöllőskei Gergő 6 | (11–19)     | Christian Oestergaard Madsen 7 | Tbiliszi, Grúzia Nézőszám: 555 Játékvezetők: Iulian Ionut Ghita, Theodor-Sebastian Topliceanu (ROU) |
| 2015. augusztus 1. 11:45 | 3× 2× 1×                             | Jegyzőkönyv | 2× 3×                          | Tbiliszi, Grúzia Nézőszám: 555 Játékvezetők: Iulian Ionut Ghita, Theodor-Sebastian Topliceanu (ROU) |

## Elődöntők
| 2015. július 31. 18:00 | Németország                               | 23–28       | Szlovénia                    | Tbiliszi, Grúzia Nézőszám: 800 Játékvezetők: Balogh Bettina, Tóth Viktória (HUN) |
| 2015. július 31. 18:00 | Sebastian Heymann 6 Mattis Ernst Michel 6 | (10–12)     | Tilen Kosi 8 Gregor Ocvirk 8 | Tbiliszi, Grúzia Nézőszám: 800 Játékvezetők: Balogh Bettina, Tóth Viktória (HUN) |
| 2015. július 31. 18:00 | 5× 3×                                     | Jegyzőkönyv | 6× 2× 1×                     | Tbiliszi, Grúzia Nézőszám: 800 Játékvezetők: Balogh Bettina, Tóth Viktória (HUN) |

| 2015. július 31. 20:15 | Franciaország                        | 29–19   | Norvégia                  | Tbiliszi, Grúzia Nézőszám: 611 Játékvezetők: Iulian Ionut Ghita, Theodor-Sebastian Topliceanu (ROU) |
| 2015. július 31. 20:15 | Elohim Prandi 7 Kyllian Villeminot 7 | (13–11) | Sander Loevlie Simonsen 4 | Tbiliszi, Grúzia Nézőszám: 611 Játékvezetők: Iulian Ionut Ghita, Theodor-Sebastian Topliceanu (ROU) |
| 2015. július 31. 20:15 | Jegyzőkönyv                          |         |                           | Tbiliszi, Grúzia Nézőszám: 611 Játékvezetők: Iulian Ionut Ghita, Theodor-Sebastian Topliceanu (ROU) |

## Bronzmérkőzés
| 2015. augusztus 1. 14:00 | Németország    | 31–19   | Norvégia                  | Tbiliszi, Grúzia Nézőszám: 750 Játékvezetők: Tomaz Krzan, Matic Romih (SLO) |
| 2015. augusztus 1. 14:00 | Gregor Remke 8 | (13–10) | Sander Loevlie Simonsen 4 | Tbiliszi, Grúzia Nézőszám: 750 Játékvezetők: Tomaz Krzan, Matic Romih (SLO) |
| 2015. augusztus 1. 14:00 | Jegyzőkönyv    |         |                           | Tbiliszi, Grúzia Nézőszám: 750 Játékvezetők: Tomaz Krzan, Matic Romih (SLO) |

## Döntő
| 2015. augusztus 1. 16:15 | Szlovénia    | 28–30   | Franciaország         | Tbiliszi, Grúzia Nézőszám: 800 Játékvezetők: Michael Haramul, Pavel Blanar (CZE) |
| 2015. augusztus 1. 16:15 | Tilen Kosi 8 | (16–12) | Kyllian Villeminot 12 | Tbiliszi, Grúzia Nézőszám: 800 Játékvezetők: Michael Haramul, Pavel Blanar (CZE) |
| 2015. augusztus 1. 16:15 | Jegyzőkönyv  |         |                       | Tbiliszi, Grúzia Nézőszám: 800 Játékvezetők: Michael Haramul, Pavel Blanar (CZE) |

## Végeredmény
| Helyezés | Nemzet        | M | Gy | D | V | Rg  | Kg  | Gk  | P  |
| -------- | ------------- | - | -- | - | - | --- | --- | --- | -- |
| Arany    | Franciaország | 5 | 5  | 0 | 0 | 174 | 128 | +46 | 10 |
| Ezüst    | Szlovénia     | 5 | 3  | 0 | 2 | 149 | 125 | +24 | 6  |
| Bronz    | Németország   | 5 | 3  | 1 | 1 | 137 | 113 | +24 | 7  |
| 4.       | Norvégia      | 5 | 1  | 1 | 3 | 116 | 141 | -25 | 3  |
|          |               |   |    |   |   |     |     |     |    |
| 5.       | Dánia         | 5 | 3  | 0 | 2 | 131 | 121 | +10 | 6  |
| 6.       | Magyarország  | 5 | 2  | 0 | 3 | 122 | 134 | -12 | 4  |
| 7.       | Svájc         | 5 | 2  | 0 | 3 | 125 | 128 | -3  | 4  |
| 8.       | Grúzia        | 5 | 0  | 0 | 5 | 107 | 171 | -64 | 0  |

## Góllövőlista
|     | Név                   | Gól |
| 1.  | Kyllian Villeminot    | 41  |
| 2.  | Gregor Ocvirk         | 37  |
| 3.  | Tilen Kosi            | 35  |
| 4.  | Gregor Remke          | 31  |
| 5.  | Michael Yann Kusio    | 28  |
|     | Gael Tribillon        | 28  |
| 7.  | Patrice Buhrer        | 27  |
| 8.  | Irakli Kbilashvili    | 26  |
| 9.  | Sebastian Heymann     | 24  |
|     | Kecskeméti Tamás      | 24  |
| 11. | Mathias Bach Moeller  | 23  |
| 12. | Olaf Richter Hoffstad | 21  |
| 13. | Elohim Prandi         | 20  |
| 14. | Jonathan Mapu         | 19  |
|     | Khazein Rustamov      | 19  |
| 16. | Erekle Arsenashvili   | 17  |
|     | Jonas Schelker        | 17  |

|     | Név                          | Gól |
| 18. | Nejc Drobez                  | 16  |
|     | Emil Groenbech Hansen        | 16  |
|     | Andreas Horst Haugseng       | 16  |
|     | Sindre Heldal                | 16  |
|     | Szöllőskei Gergő             | 16  |
| 23. | Emil Manfeldt Jakobsen       | 15  |
| 24. | Sander Loevlie Simonsen      | 14  |
|     | Giga Zarnadze                | 14  |
| 26. | Rassin Haugseng              | 13  |
|     | Edouard Kempf                | 13  |
|     | Emil Buhl Laerke             | 13  |
|     | Christian Oestergaard Madsen | 13  |
|     | Schäffer Zsolt               | 13  |
|     | Szöllősi Olivér              | 13  |
| 32. | Máthé Dominik                | 12  |

|     | Név                     | Gól |
| 33. | Gabriel Benjamin Felder | 11  |
|     | Kenny Fidji             | 11  |
|     | Dimitri Ignatow         | 11  |
|     | Mattis Ernst Michel     | 11  |
|     | Dylan Nahi              | 11  |
|     | Frederik Simak          | 11  |
| 39. | Andreas Magaard         | 10  |
| 40. | Benedikt Martin Bayer   | 9   |
|     | Anders Christiansen     | 9   |
|     | Niklas Diebel           | 9   |
|     | Noah Fritz Haas         | 9   |
|     | Miha Kotar              | 9   |
|     | Dominik Ozmec           | 9   |
|     | Giorgi Peradze          | 9   |
|     | Benjamin Richert        | 9   |
|     | Tim Rozman              | 9   |
|     | Hendrik Schreiber       | 9   |
|     | Szita Zoltán            | 9   |